# Fortnite
Fortnite è un gioco online di tipo live service del 2017, sviluppato da People Can Fly e pubblicato da Epic Games per Microsoft Windows, macOS, PlayStation 4, Xbox One, Nintendo Switch, iOS (solo UE), Android, PlayStation 5, Xbox Series X e Series S, Nintendo Switch 2
Il gioco presenta modalità distinte che condividono lo stesso motore grafico: Salva il mondo, Battaglia reale, Modalità creativa, LEGO Fortnite, Rocket Racing, Festival e Balistica.

## Modalità

### Salva il mondo
La modalità Salva il mondo è ambientata in una terra post-apocalittica, dove l'improvvisa apparizione di una tempesta mondiale ha fatto scomparire il 98% della popolazione, in parte sostituita da pericolose creature aliene. Fortnite offre modalità di cooperazione fino a quattro giocatori per il compimento di varie missioni per raccogliere risorse, costruire fortificazioni attorno a obiettivi che hanno lo scopo di aiutare a combattere la tempesta e proteggere i sopravvissuti, e costruire armi e trappole per affrontare le ondate di queste creature. I giocatori ottengono ricompense attraverso queste missioni per migliorare le loro abilità. Il gioco è caratterizzato inoltre da microtransazioni per acquistare valuta di gioco (V-bucks), che può essere utilizzata per ottenere aggiornamenti. Rispetto alle altre modalità che sono free to play, questa è a pagamento sin dall'uscita, anche se i piani iniziali prevedevano che doveva essere resa gratuita a partire dal 2018.

### Battaglia reale
La modalità Battaglia reale di Fortnite è ambientata su un'isola in cui 100 giocatori lottano per la vittoria. Essi si lanciano da un autobus volante, planando e atterrando in un luogo a scelta della mappa. All'interno del gioco vi sono quattro distinte modalità: singolo, coppie, terzetti e squadre.
Questa modalità è stata lanciata ufficialmente da Epic Games il 26 settembre 2017, mentre il trailer è stato pubblicato su YouTube il 20 settembre. Oltre a questa modalità, il gioco presenta diverse modalità a tempo limitato (LTM), come Impostori, una modalità simile al gioco Among Us, che possono anche diventare permanenti, come Rissa a squadre e Party Reale.

### Creativa
È una modalità gratuita, disponibile in ogni piattaforma, in cui poter creare isole con le regole che si vogliono. Pubblicata nel dicembre 2018, ha riscosso molto successo e viene spesso aggiornata con nuovi contenuti.

### LEGO Fortnite
Lanciato il 7 dicembre 2023, è un gioco sandbox RPG di sopravvivenza, creato in collaborazione con LEGO, in cui i giocatori possono costruire, esplorare e combattere in un mondo infinito.

### Rocket Racing
Lanciato l'8 dicembre 2023, è un gioco di corse, in collaborazione con Rocket League, che permette di importare i veicoli da quest'ultimo e gareggiare per salire di rango.

### Festival
Lanciato il 9 dicembre 2023 in collaborazione con Harmonix, è ispirato ai videogiochi Rock Band e Guitar Hero. Il lancio è stato accompagnato da una collaborazione con l'artista The Weeknd, tra gli altri si annoverano anche Lady Gaga, Eminem, Kendrick Lamar, Billie Eilish e Olivia Rodrigo.

### Balistica
Lanciata l'11 dicembre, Balisitca è una modalità PvP in prima persona ispirata ai videogiochi Counter-Strike: Global Offensive e Valorant in cui due squadre (attaccanti e difensori) si affrontano. Gli attaccanti hanno il compito di posizionare il dispositivo fenditura mentre i difensori devono disinnescarlo.

## Eventi e collaborazioni
Fortnite ospita spesso eventi interattivi in diretta, tra cui concerti, che avvengono generalmente nell'isola di Battaglia reale. Inoltre, all'interno del gioco sono stati aggiunti vari cosmetici e Tracce Jam come parte di collaborazioni con artisti del calibro di Marshmello, Ariana Grande, Eminem e The Weeknd. In alcune occasioni, tra cui ricorrenze o uscite di film, sono stati resi disponibili cosmetici di franchise noti come Star Wars, DC Comics, Marvel Comics e così via.

## Riconoscimenti
Teen Choice Awards
- 2018 - Choice Videogame[11]